# Nguyễn Mai Bộ
Nguyễn Mai Bộ (sinh ngày 5 tháng 10 năm 1961) là tướng lĩnh Quân đội nhân dân Việt Nam, cấp bậc Thiếu tướng và chính trị gia người Việt Nam. Ông từng là đại biểu quốc hội Việt Nam khóa XIV nhiệm kì 2016-2021, thuộc đoàn đại biểu quốc hội tỉnh An Giang, Ủy viên thường trực Ủy ban Quốc phòng và An ninh của Quốc hội, Phó Chủ tịch Nhóm nghị sĩ hữu nghị Việt Nam - Brasil (đại biểu chuyên trách trung ương). Ông lần đầu trúng cử đại biểu quốc hội năm 2016 ở đơn vị bầu cử số 1, tỉnh An Giang gồm có các huyện Long Xuyên, Thoại Sơn.

## Xuất thân
Nguyễn Mai Bộ sinh ngày 5 tháng 10 năm 1961 quê quán ở thôn Vân, xã Hợp Thanh, huyện Mỹ Đức, thành phố Hà Nội.
Ông hiện cư trú tại quận Thanh Xuân, thành phố Hà Nội.

## Giáo dục
- Giáo dục phổ thông: 10/10
- Đại học Luật
- Tiến sĩ Luật học
- Cao cấp lí luận chính trị

## Sự nghiệp
Ông gia nhập Đảng Cộng sản Việt Nam vào ngày 07/6/1981.
Khi lần đầu ứng cử đại biểu Quốc hội Việt Nam khóa 14 vào tháng 5 năm 2016 ông đang là Phó Bí thư Đảng ủy, Đại tá, Phó Chánh án Tòa án Quân sự Trung ương, làm việc ở Tòa án Quân sự Trung ương.
Ông đã trúng cử đại biểu quốc hội năm 2016 ở đơn vị bầu cử số 1, tỉnh An Giang gồm có các huyện Long Xuyên, Thoại Sơn được 252.435 phiếu, đạt tỷ lệ 70,49% số phiếu hợp lệ.
Ông nguyên là Thiếu tướng, Ủy viên thường trực Uỷ ban Quốc phòng và An ninh của Quốc hội, Phó Chủ tịch Nhóm nghị sĩ hữu nghị Việt Nam - Braxin.
Ông từng làm việc ở Ủy ban Quốc phòng và An ninh của Quốc hội.

## Đại biểu Quốc hội Việt Nam khóa 14
Ngày 22 tháng 5 năm 2016, Nguyễn Mai Bộ trúng cử Đại biểu Quốc hội Việt Nam khóa 14 nhiệm kì 2016-2021 tại đơn vị bầu cử số 1, tỉnh An Giang gồm có các huyện Long Xuyên, Thoại Sơn, được 252.435 phiếu, đạt tỷ lệ 70,49% số phiếu hợp lệ.

### Bảo vệ người tố cáo
Sáng ngày 24 tháng 5 năm 2018, tại biểu Thảo luận về dự án Luật Tố cáo (sửa đổi) tại kỳ họp thứ 5, Quốc hội khóa 14, ông cho rằng cần bảo vệ vị trí công tác của người tố cáo trước nguy cơ bị luân chuyển, thay đổi công việc.

### Đề nghị trưng cầu dân ý dự thảo Luật Đặc khu
Ngày 9 tháng 6 năm 2018, Nguyễn Mai Bộ đề nghị cho lấy ý kiến người dân về dự thảo Luật Đặc khu.